# 塔林老城

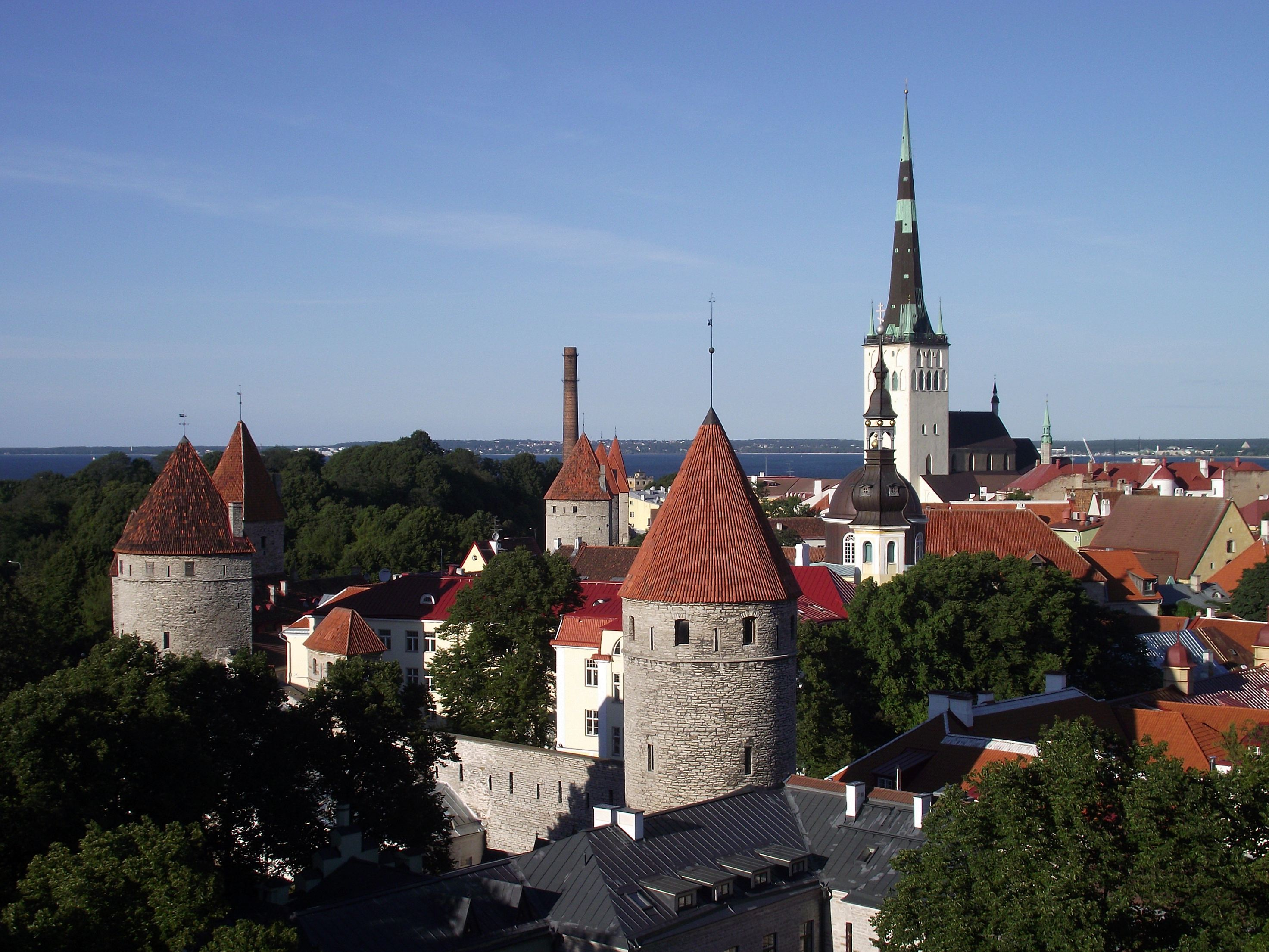
塔林老城

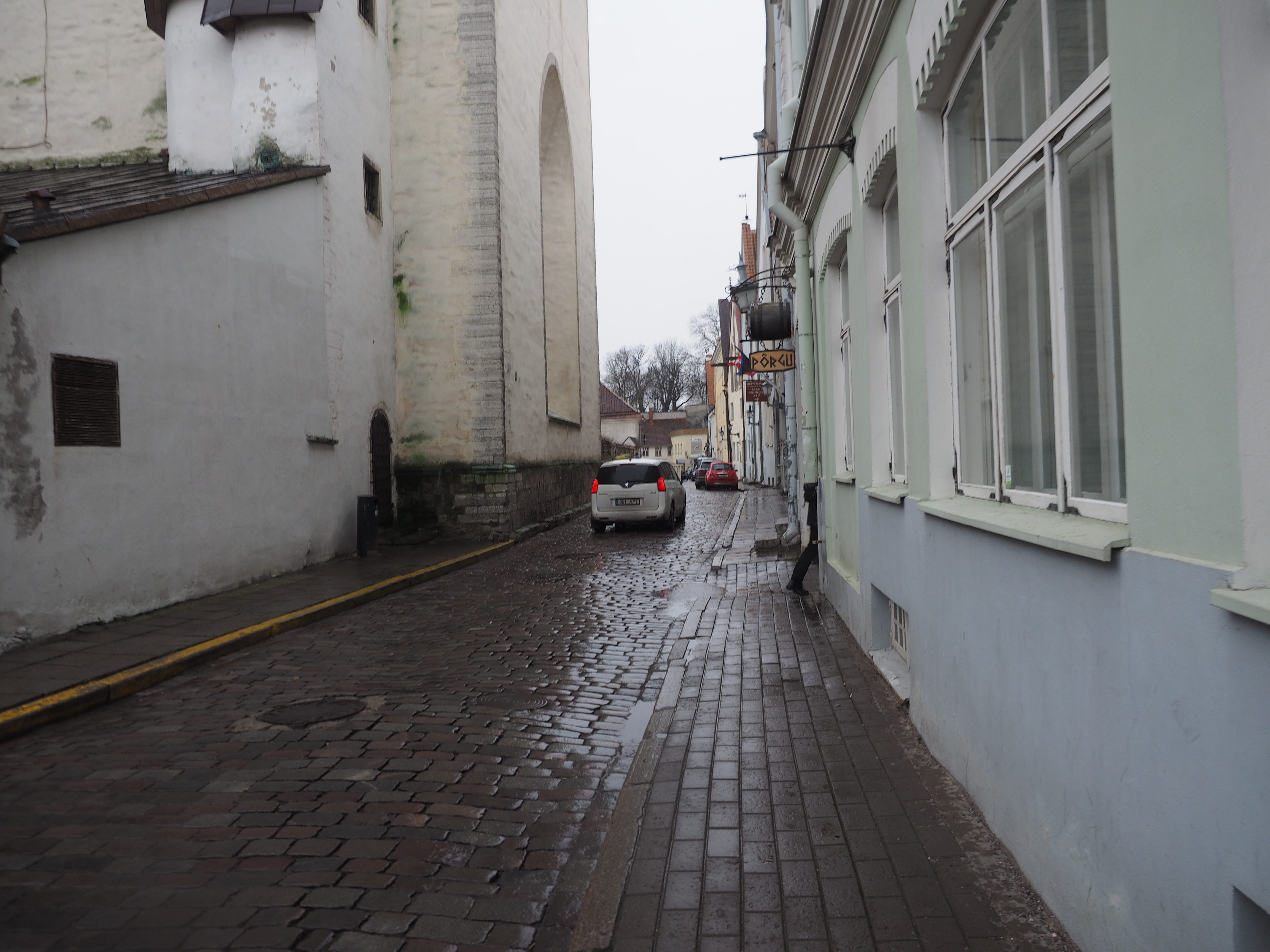
与塔林的大多数地区不同，塔林老城的街道上是用石头而不是沥青铺成的

塔林老城（爱沙尼亚语：Tallinna vanalinn）是爱沙尼亚塔林最古老的城區。塔林老城被塔林城牆所包圍，面积为113公顷。塔林老城完全保留了中世纪和汉萨同盟時期以來的城市結構。塔林老城的大部分建筑物建于13至16世纪。1997年，塔林老城被联合国教科文组织列入世界遗产名录。在第二次世界大战期间，塔林老城有约10%的建筑在1944年時的三月轰炸（爱沙尼亚语：märtsipommitamine）中被摧毁。